# دانشگاه ملی النجاح
دانشگاه ملی النّجاح این دانشگاه مسیر علمی خود را سال ۱۹۱۸ در قالب مدرسه ابتدایی با نام
"مدرسهٔ النجاح " آغاز کرد، سپس در سال ۱۹۴۱ پیشرفت کرد و تبدیل به دانشکده دولتی النجاح (کلیة
النجاح الوطنیة) شد و شروع به اعطای مدرک دیپلوم در برخی از رشته‌های بازرگانی و آکادمیک کرد، و از سال ۱۹۶۵ مدرک فوق دیپلوم را در رشته‌های آکادمیک به هدف آماده‌سازی معلمین و افزایش قدرت اخلاقی آنان، ارائه می‌کرد پس از این دگرگونی‌ها در ساختار، در سال ۱۹۷۷ این دانشکده برای برآورده کردن نیاز مردم فلسطین به مؤسسات آموزش عالی به عنوان دانشگاهی دولتی در شهر نابلس، فلسطین شروع به کار کرد. نقش مهمی در حیات سیاسی و اقتصادی فلسطین ایفا کرده‌است و بسیاری از شخصیت‌هایی که بر تاریخ فلسطین تأثیر گذاشته‌اند، دانش آموختهٔ آن بوده‌اند.

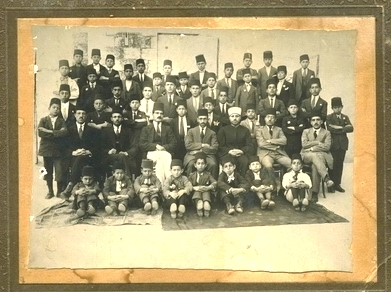
1920 - Annajah College Group Photo